# Fleurbaix
Fleurbaix (Nederlands: Vloerbeek) is een gemeente in het Franse departement Pas-de-Calais (regio Hauts-de-France). De gemeente maakt deel uit van het arrondissement Béthune. Fleurbaix telde op 1 januari 2022 2.944 inwoners.

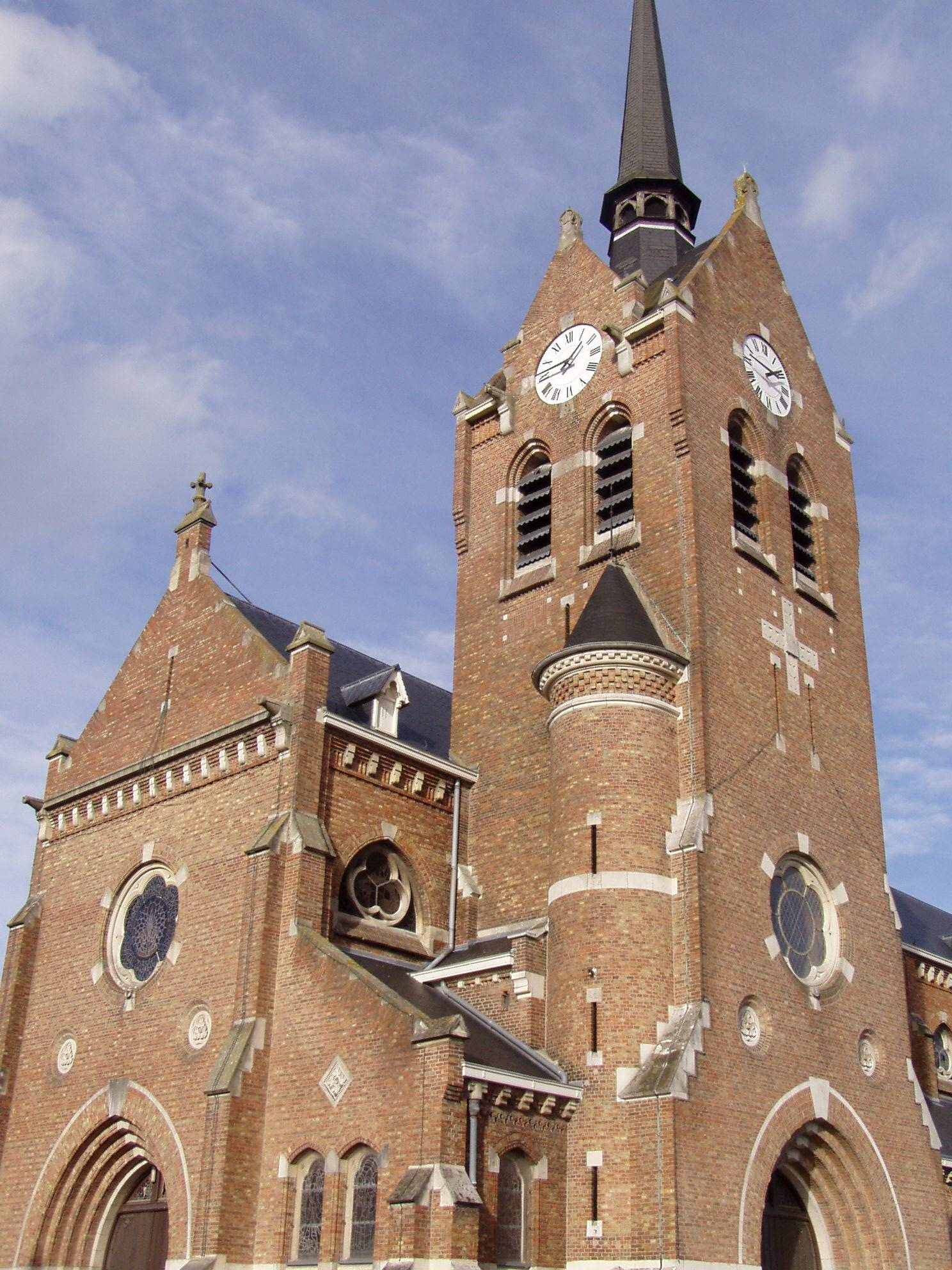
Kerk van Fleurbaix

## Geografie
De oppervlakte van Fleurbaix bedroeg op 1 januari 2022 12,86 vierkante kilometer; de bevolkingsdichtheid was toen 228,9 inwoners per km².

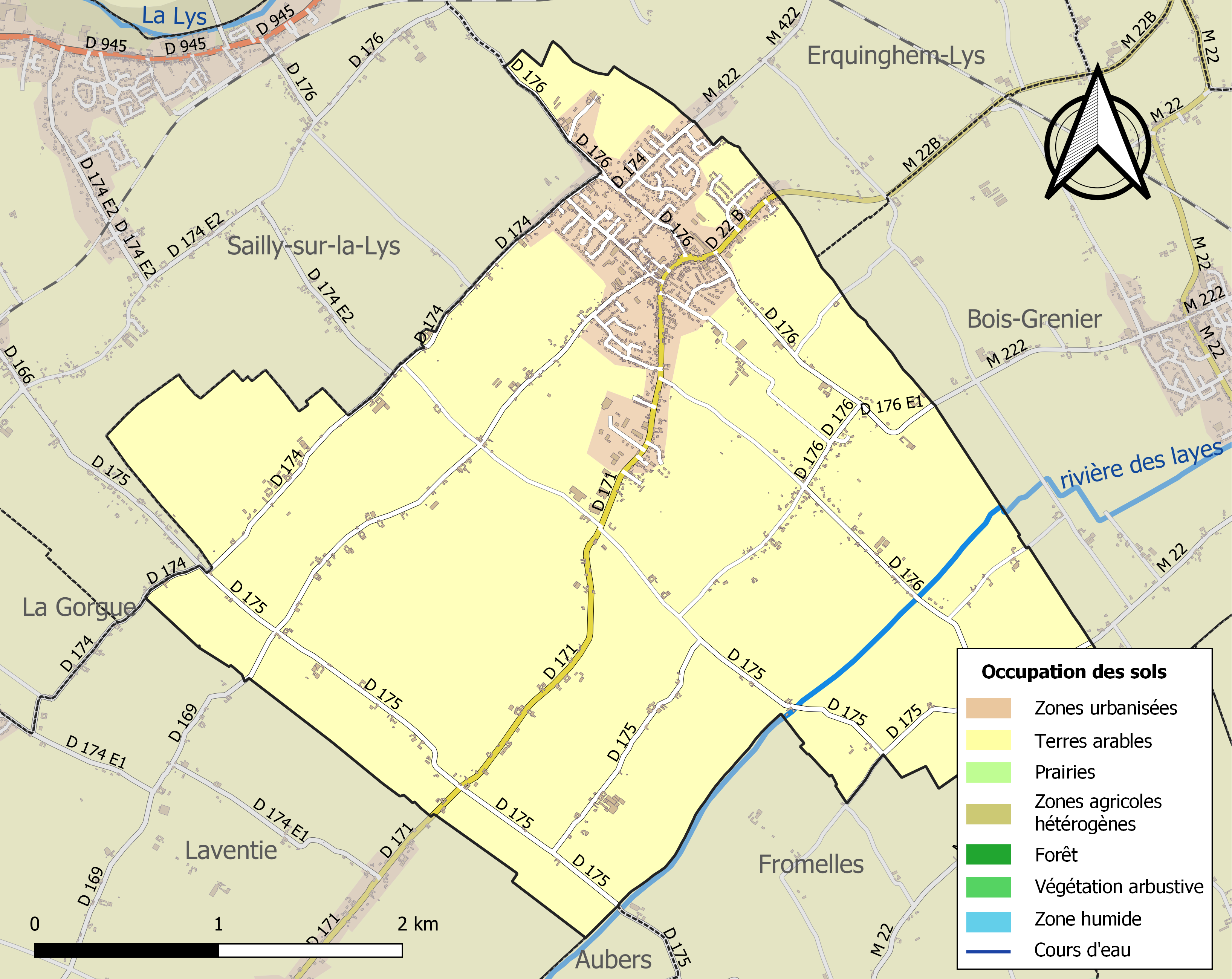
Kaart van de gemeente met belangrijkste infrastructuur, bodemgebruik en omliggende gemeenten

## Geschiedenis
Oude vermeldingen van de plaats zijn Florbais en Florebais uit de 11de eeuw, afkomstig van de Oudnederlandse vorm Fluorbeki, uit fluor (vloer, vlak land) en beki (beek). Een Nederlandse (gemoderniseerde) vorm is dan "Vloerbeek".
Ten zuiden van Fleurbaix werd in de 17de eeuw een kartuizerklooster opgetrokken, de Chartreuse de La Boutillerie. De bouw begin in 1618 en in 1641 werd het in gebruik genomen. Na de Franse revolutie werd het afgebroken.
In de Eerste Wereldoorlog lag het dorp vlak bij het front. Fleurbaix lag het grootste deel van de oorlog in geallieerd gebied, net achter het front. Na de oorlog werd het dorp heropgebouwd.

## Bezienswaardigheden
- De Église Notre-Dame du Joyel
- In de gemeente bevinden zich verschillende militaire begraafplaatsen, vooral uit de Eerste Wereldoorlog:
  - Le Trou Aid Post Cemetery
  - Rue-David Military Cemetery
  - Rue-du-Bois Military Cemetery
  - Rue-Petillon Military Cemetery
  - Ook op de gemeentelijke begraafplaats van Fleurbaix liggen meer dan 10 Britse oorlogsgraven uit de Tweede Wereldoorlog.

## Demografie
Onderstaande figuur toont het verloop van het inwonertal (bron: INSEE-tellingen).